# Vlag van Meerhout
De vlag van Meerhout werd door de gemeenteraad op 23 april 1990 officieel vastgesteld als de gemeentelijke vlag van de Antwerpse gemeente Meerhout. Op 9 oktober 1990 werd hij door het Bestuur van Vlaanderen bevestigd en uiteindelijk gepubliceerd op 25 september 1991 in het officiële Belgisch Staatsblad.
Officieel wordt de vlag beschreven als:
Vijf even hoge banen van wit en van zwart met op de eerste baan aan de vluchtzijde een zwarte lelie.
De vlag is volledig gebaseerd op het gemeentewapen en ziet er dus helemaal hetzelfde uit.

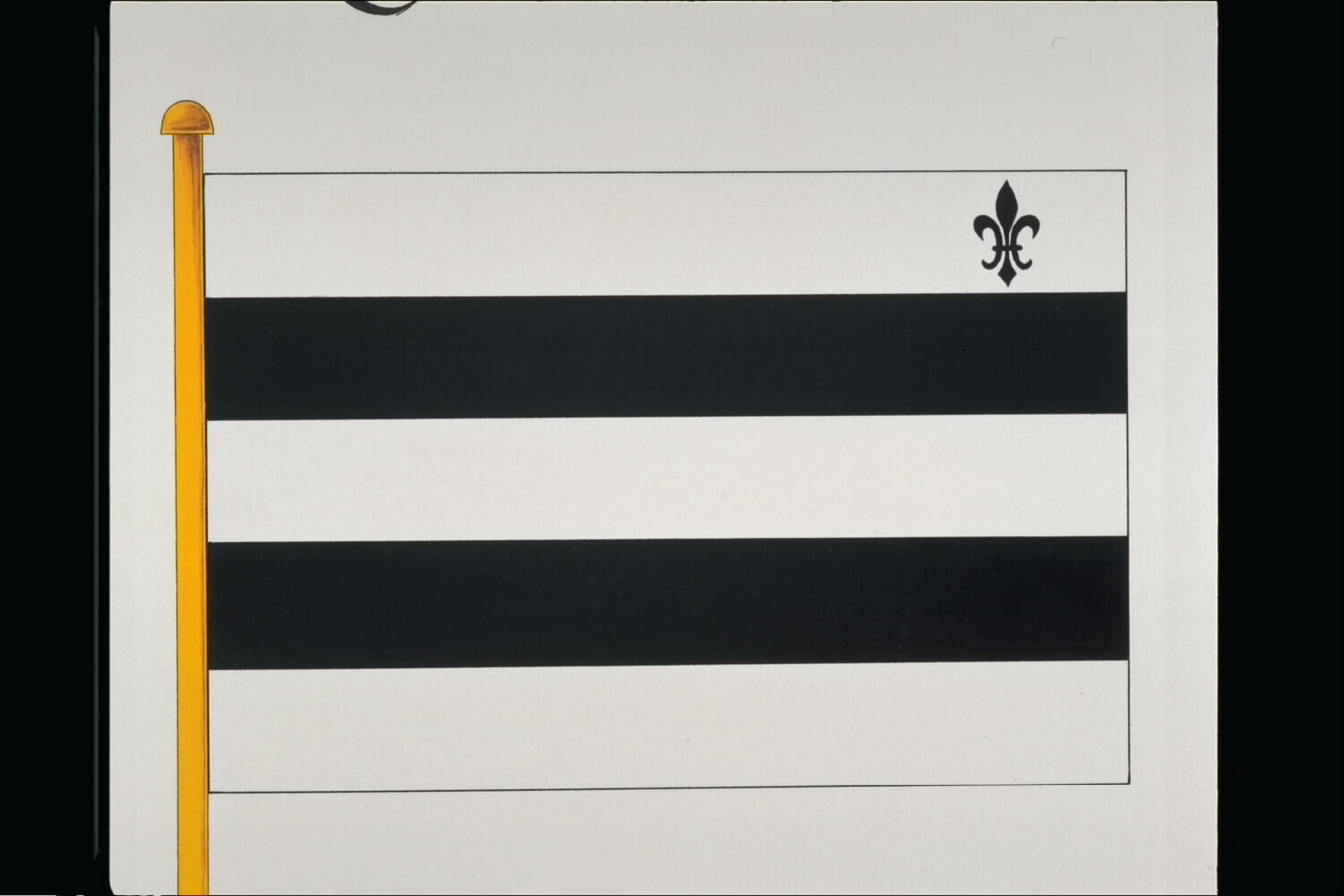
Officiële tekening van de vlag